# Từ Hoàng Thông
Từ Hoàng Thông (né le 22 juin 1972) est un joueur d'échecs vietnamien. Il reçoit le titre de grand maître international par la FIDE en 1999 et remporte six fois le championnat du Viêt Nam d'échecs.

## Jeunesse
Từ Hoàng Thông commence à jouer aux échecs à l'âge de neuf ans, à la Maison de la culture des enfants à Ho Chi Minh-Ville, et il se lance dans les tournois de jeunes l'année suivante.

## Carrière échiquéenne

### Champion du Vietnam
Từ Hoàng Thông remporte le championnat du Viêt Nam d'échecs en 1986 à l'âge de 14 ans, établissant le record du plus jeune champion national d'échecs vietnamien. Il défend son titre avec succès l'année suivante, puis gagne de nouveau nouveau en 1991, 1998, 2000  et 2008, soit six titres nationaux jusqu'à cette date.
Từ Hoàng Thông remporte le championnat d'Asie d'échecs de la jeunesse à Dubaï en 1991 et au Qatar en 1992. En 1995, il remporte le tournoi Australian Masters, tournoi de maîtres internationaux,  à Melbourne, en Australie, devant Darryl Johansen, ainsi que l'Open national de Hanoï en 2002.

### Compétitions par équipe
Từ Hoàng Thông joue pour le Viêt Nam lors des olympiades d'échecs. Il a notamment joué dix fois consécutives cette compétition, de 1990 à 2008. Il joue aussi pour le Vietnam lors du championnat d'Asie d'échecs par équipe, six fois de suite, de 1991 à 2005, remportant la médaille de bronze pour ses performances individuelles à Jodhpur, en Inde, en 2003, et la médaille d'argent par équipe à Ispahan, en Iran, en 2005. 
Từ Hoàng Thông est aussi membre de l'équipe vietnamienne lorsqu'elle remporte la médaille d'or aux Jeux d'Asie du Sud-Est, en 2005, dans l'épreuve masculine de parties rapide par équipe.